# Чемпіонат Європи з футболу 1996 (склади команд)/Росія

## Складзбірної Росіїначемпіонаті Європи 1996року
Головний тренер: Олег Романцев 
| №  | Амплуа | Гравець              | Дата народження   | Матчів | Клуб               |
| -- | ------ | -------------------- | ----------------- | ------ | ------------------ |
| 1  | В      | Дмитро Харін         | 16 серпня 1968    |        | Челсі              |
| 2  | З      | Омарі Тетрадзе       | 13 жовтня 1969    |        | Аланія Владікавказ |
| 3  | З      | Юрій Нікіфоров       | 16 вересня 1970   |        | Спартак Москва     |
| 4  | П      | Ілля Цимбаларь       | 17 червня 1969    |        | Спартак Москва     |
| 5  | З      | Юрій Ковтун          | 5 січня 1970      |        | Динамо Москва      |
| 6  | П      | Валерій Карпін       | 2 лютого 1969     |        | Реал Сосьєдад      |
| 7  | З      | Віктор Онопко        | 14 жовтня 1969    |        | Реал Ов'єдо        |
| 8  | П      | Андрій Канчельскіс   | 23 січня 1969     |        | Евертон            |
| 9  | Н      | Ігор Коливанов       | 6 березня 1968    |        | Фоджа              |
| 10 | П      | Олександр Мостовой   | 22 серпня 1968    |        | Страсбург          |
| 11 | Н      | Сергій Кир'яков      | 1 січня 1970      |        | Карлсруе           |
| 12 | В      | Станіслав Черчесов   | 2 вересня 1963    |        | Тіроль Інсбрук     |
| 13 | З      | Євген Бушманов       | 2 листопада 1971  |        | ЦСКА Москва        |
| 14 | П      | Ігор Добровольскій   | 27 серпня 1967    |        | без клуба          |
| 15 | П      | Ігор Шалімов         | 2 лютого 1969     |        | Удінезе            |
| 16 | Н      | Ігор Сімутенков      | 3 квітня 1973     |        | Реджяна            |
| 17 | Н      | Володимир Бесчастних | 1 квітня 1974     |        | Вердер Бремен      |
| 18 | П      | Ігор Яновський       | 3 серпня 1974     |        | Аланія Владікавказ |
| 19 | П      | Владислав Радімов    | 26 листопада 1975 |        | ЦСКА Москва        |
| 20 | З      | Сергій Горлуковіч    | 18 листопада 1967 |        | Спартак Москва     |
| 21 | П      | Дмитро Хохлов        | 22 грудня 1975    |        | ЦСКА Москва        |
| 22 | В      | Сергій Овчинников    | 10 листопада 1970 |        | Локомотив Москва   |
|    |        |                      |                   |        |                    |